# The Folk Implosion
The Folk Implosion war eine US-amerikanische Indie-Rock- und Low-Fi-Band. Neben der Band Sebadoh war sie ein weiteres Projekt des Dinosaur Jr.-Bassisten Lou Barlow, der die Gruppe 1993 zusammen mit John Davis gründete. Der Name ist eine Anspielung auf The Jon Spencer Blues Explosion.

## Karriere
Ihren größten Erfolg hatte The Folk Implosion 1995 mit der Single Natural One, die es bis auf Platz 29 der amerikanischen Billboard Hot 100 schaffte. Der Song stammt vom Soundtrack des Films Kids, auf dem insgesamt sieben Songs der Band zu finden sind, die alle im Film selbst nicht vorkommen.
Musikalisch bewegt sich The Folk Implosion zwischen Indie-Rock und Folk, experimentiert aber auch immer wieder mit elektronischen Elementen. Nachdem Davis die Band im Jahr 2000 verlassen hatte, stießen Russell Pollard und Imaad Wasif von der Band Alaska! dazu. Seit 2004 ist die Gruppe nicht mehr aktiv.

## Diskografie

### Alben
- Take A Look Inside (Communion, 1994)
- Dare to Be Surprised (Communion, 1997)
- One Part Lullaby (Interscope Records, 1999)
- The New Folk Implosion (Domino Records, 2003)

### Singles and EPs
- Walk Through This World with the Folk Implosion, Tape (Chocolate Monk Records UK, 1993)
- Walk Through This World with the Folk Implosion, Rerelese/EP (Drunken Fish Records US, 1994)
- Electric Idiot (Ubik Records, 1995)
- Natural One (London Records, 1995)
- Palm of My Hand (Communion, 1996)
- The Folk Implosion, EP (Communion, 1996)
- Pole Position (Communion, 1997)
- Insinuation (Communion, 1997)
- Free to Go (Domino, 2000)
- Brand of Skin (Domino, 2003)
- Pearl (Domino, 2003)
- Walk Thru Me (Joyful Noise, 2024)